# Đám mây hình nấm

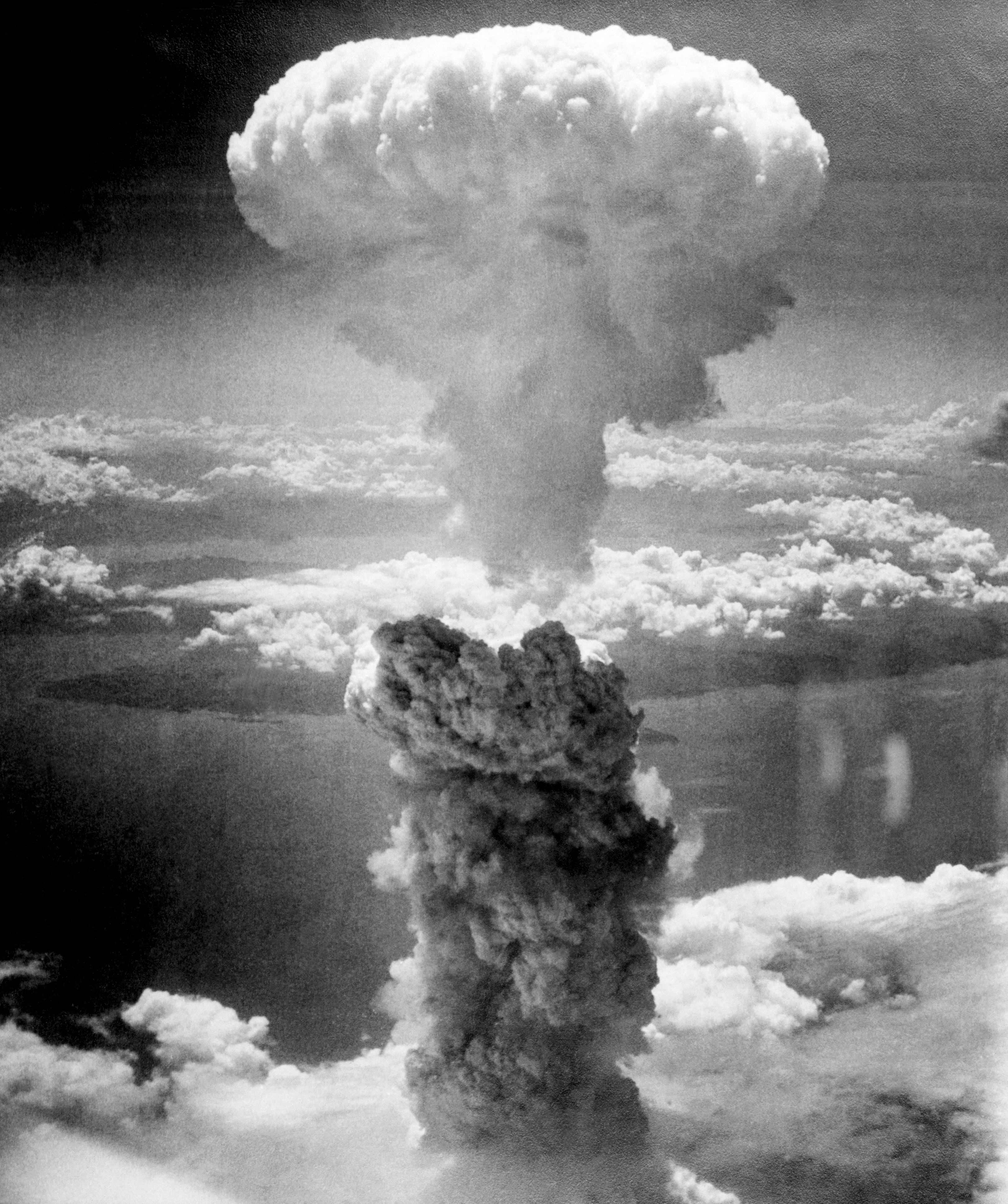
Cột khói hình nấm của bom nguyên tử ném xuống thành phố Nagasaki, Nhật Bản vào ngày 9 tháng 8 năm 1945.

Một đám mây hình nấm là một đám mây có hình nấm ngưng kết bởi đám hơi nước hoặc các mảnh vỡ từ các vụ nổ lớn. Chúng thường được liên tưởng tới các vụ nổ hạt nhân, tuy rằng bất kể vụ nổ nào đủ lớn đều có thể tạo nên một hiệu ứng tương tự. Chúng có thể gây bởi các vũ khí quy ước uy lực mạnh như bom cha hay dung nham núi lửa hay các vụ va chạm lớn trong tự nhiên cũng có thể tạo nên các đám mây hình nấm.
Đám mây hình nấm là kết quả của sự hình thành đột ngột các dòng khí khổng lồ có mật độ thấp và nóng ở gần mặt đất, từ đó chúng tạo ra hiệu ứng ổn định Rayleigh-Taylor. Khối khí nóng dâng lên nhanh chóng và chuyển động hỗn loạn xoáy tròn quanh biên cuốn theo khói và các mảnh vỡ vật chất tạo thành thân nấm. Dòng không khí nóng dâng cao mãi cuối cùng chúng đạt tới độ ổn định khi mà nhiệt độ giảm và mật độ không thể thấp hơn không khí ở đó nữa thì tỏa ra xung quanh, hình thành mũ nấm trước khi rơi xuống.

## Nguồn gốc thuật ngữ

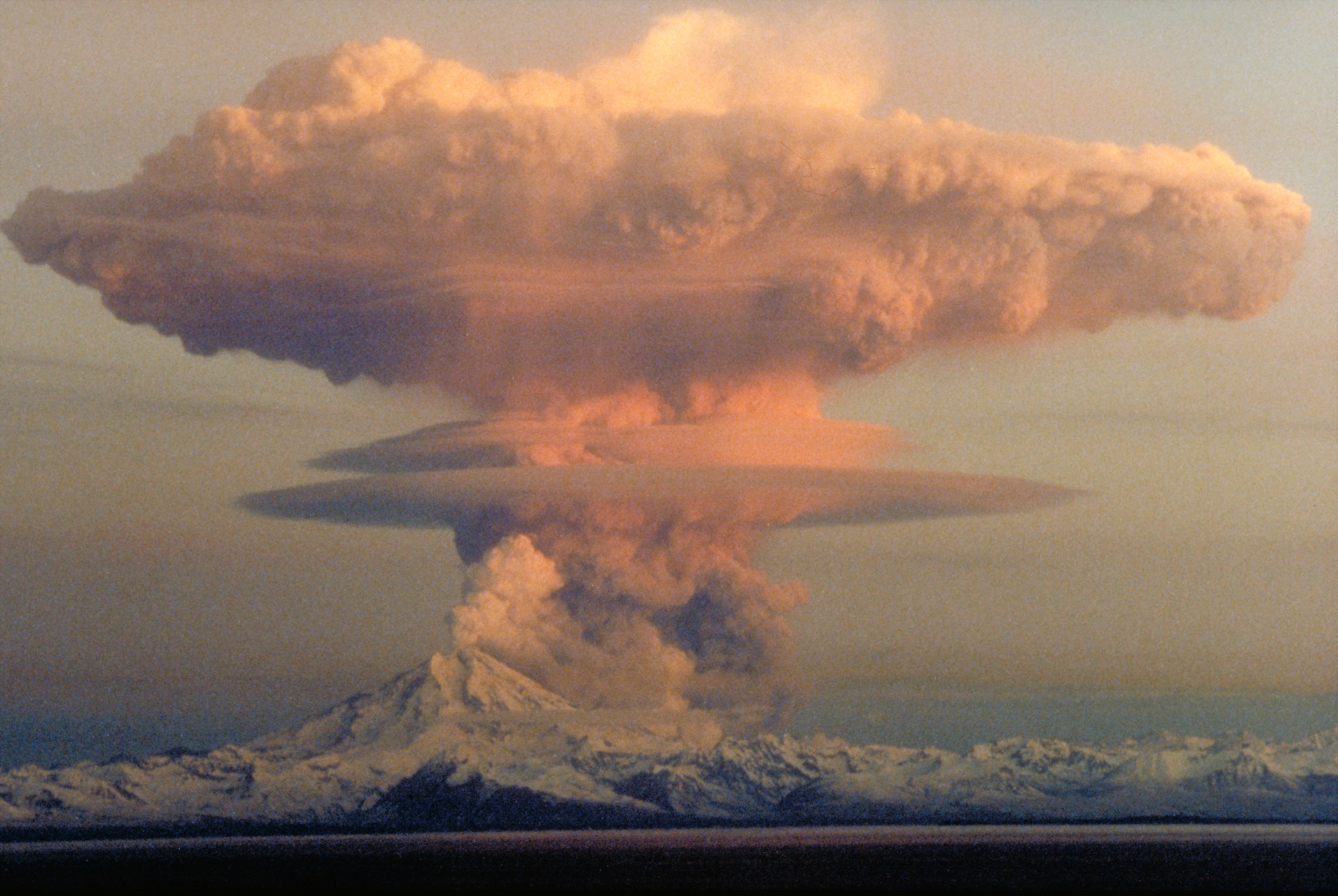
Đám mây dung nham của núi lửa Redoubt Volcano trong đợt phun trào năm 1990

## Vật lý học

Bên trong đám mây nấm: không khí lạnh hơn được kéo theo quả cầu lửa đang dâng cao

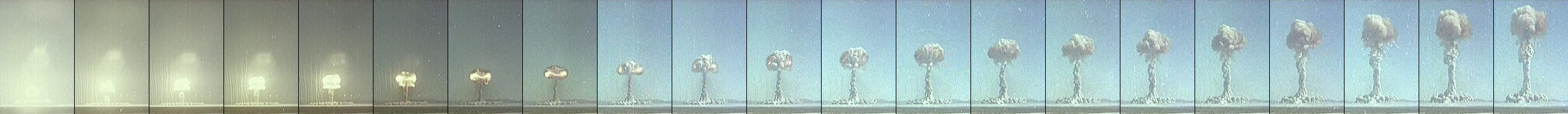
Những vệt khói nhìn từ bên trái cho phép quan sát sóng xung kích